# Dichlobenil
Dichlobenil ist eine chemische Verbindung aus der Gruppe der Nitrile und organischen Chlorverbindungen.

## Geschichte
Dichlobenil wurde Mitte der 1950er Jahre entdeckt und in den 1960er Jahren wurden seine herbiziden Eigenschaften untersucht. Dabei wurde festgestellt, dass es sehr stark die Keimung unterdrückt.

## Gewinnung und Darstellung
Dichlobenil kann durch Reaktion von 2,6-Dichlorbenzaldehyd mit Hydroxylamin gewonnen werden.

## Eigenschaften
Dichlobenil ist ein brennbarer Feststoff, welcher praktisch unlöslich in Wasser ist.

## Verwendung
Dichlobenil wurde als Herbizid verwendet. Seine Halbwertszeit im Freien beträgt etwa 60 Tage. Im Boden bildet es sich unter anderem beim Abbau von Chlorthiamid.

## Zulassung
In Deutschland wurde am 23. August 2004 die Zulassung des Mittels durch das Bundesamt für Verbraucherschutz und Lebensmittelsicherheit (BVL) widerrufen.
In der Schweiz wurde Dichlobenil per 1. Februar 2013 von der Zulassungsliste gestrichen, hier war es beim Anbau von Ziergehölzen und in forstlichen Pflanzgärten verwendet worden. Nach Ablauf der Jahresfrist ist der Verkauf und die Verwendung seit dem 1. Februar 2014 verboten.
In den EU-Staaten einschließlich Deutschland und Österreich sowie in der Schweiz sind keine Pflanzenschutzmittel mit Dichlobenil als Wirkstoff erhältlich.

## Externe Links zu erwähnten Verbindungen
1. ↑  Externe Identifikatoren von bzw. Datenbank-Links zu 2,6-Dichlorbenzaldehyd:  CAS-Nr.: 83-38-5, EG-Nr.: 201-472-2, ECHA-InfoCard: 100.001.339, GESTIS: 26750, PubChem: 6737, ChemSpider: 6481, Wikidata: Q27266626.